# Dysschema pagasa
Dysschema pagasa là một loài bướm đêm thuộc phân họ Arctiinae, họ Erebidae.